# ترانه‌های رقص/الکترونیک
جدول موسیقی ترانه‌های رقص/الکترونیک (انگلیسی: Dance/Electronic Songs) از ژانویهٔ ۲۰۱۳ به‌صورت هفتگی توسط مجلهٔ بیلبورد منتشر می‌شود. این جدول، نخستین جدولی است که محبوب‌ترین ترانه‌های موسیقی رقص و الکترونیک را بر اساس برداشت مخاطب، دانلود دیجیتال، پخش جاری و پخش در باشگاه‌های شبانه رتبه‌بندی می‌کند و در نتیجهٔ محبوبیت رو به افزایش این ژانر معرفی شده‌است.
نخستین ترانهٔ شماره یک در جدول ترانه‌های رقص/الکترونیک، که در شمارهٔ مورخ ۲۶ ژانویهٔ ۲۰۱۳ مجلهٔ بیلبورد منتشر شد، «جیغ و داد» اثر ویل.آی.ام و بریتنی اسپیرز بود.

## پیشینه و معیارها
در نتیجهٔ افزایش محبوبیت موسیقی رقص و الکترونیک، بیلبورد جدول ترانه‌های رقص/الکترونیک را در ژانویهٔ ۲۰۱۳ معرفی کرد تا محبوب‌ترین ترانهٔ رقص و الکترونیک را بر اساس برداشت مخاطبان ایرپلی، دانلودهای دیجیتال، پخش جاری و پخش در باشگاه‌های شبانه را رتبه‌بندی کند و آن را به‌صورت هفتگی منتشر کند. این ترانه‌ها توسط سانداسکن نیلسن و سامانه‌های داده‌های پخش نیلسن از سرویس‌های پخش از جمله اسپاتیفای و اکس‌باکس میوزیک، و از یک پانل منتخب در سراسر ایالات متحده متشکل از ۱۴۰ دی‌جی رهگیری و پایش می‌شوند. این جدول از همان روشی استفاده می‌کند که برای جدول بیلبورد هات ۱۰۰ برای تمامی سبک‌های موسیقی استفاده می‌شود. جدول ترانه‌های رقص/الکترونیک جدا از جدول‌های ترانه‌های باشگاه رقص و ترانه‌های دیجیتال رقص/الکترونیک است که اولی به‌واسطهٔ پایش محبوب‌ترین ترانه‌های پخش‌شدهٔ باشگاهی و دومی با بیشترین فروش رتبه‌بندی می‌شود. ترانه‌ها بر اساس «صدا و تمپوی اصلی» خود واجد شرایط قرار گرفتن در جدول ترانه‌های رقص/الکترونیک خواهند بود، اما ریمیکس‌های سبک رقص از ترانه‌هایی که نسخهٔ اصلی آن‌ها در سبک پاپ، آراندبی، رپ یا ژانرهای متفاوت دیگری بوده‌اند، صرف نظر از اینکه آیا در جدول‌های ترانه‌های باشگاه رقص یا ایرپلی رقص/میکس شو قرار گرفته‌اند یا خیر، واجد شرایط قرار گرفتن در این جدول نیستند.

## دستاوردهای ترانه‌ها

### بیشترین هفته‌ها در شماره یک
| هفته‌ها | ترانه                     | هنرمند                            | سال(ها) | منبع  |
| ------ | ------------------------- | --------------------------------- | ------- | ----- |
| ۶۹     | «شادتر»                   | مارشملو و باستیل                  | ۲۰۱۸–۲۰ | [ ۴ ] |
| ۳۶     | «قلب سرد (ریمیکس پیناوو)» | التون جان، دوآ لیپا و پیناوو      | ۲۰۲۱–۲۲ | [ ۵ ] |
| ۳۳     | «میانه»                   | زد، مارن موریس و گری              | ۲۰۱۸    | [ ۶ ] |
| ۲۷     | «نزدیک‌تر»                 | د چینسموکرز به‌همراه هالزی         | ۲۰۱۶–۱۷ | [ ۷ ] |
| ۲۶     | «مرا بیدار کن»            | آویچی                             | ۲۰۱۳–۱۴ | [ ۶ ] |
| ۲۵     | «چیزی دقیقاً شبیه این»     | د چینسموکرز و کلدپلی              | ۲۰۱۷    | [ ۶ ] |
| ۲۳     | «تکیه»                    | میجر لیزر و دی‌جی اسنیک به‌همراه مو | ۲۰۱۵–۱۶ | [ ۶ ] |
| ۲۳     | «رزها»                    | سنت جان و ایمان‌بک                 | ۲۰۲۰    |       |